# Benben Saxum
Il Benben Saxum è una struttura geologica della superficie di 101955 Bennu.